# Génération des années 1930
Le mouvement italien Génération des années trente

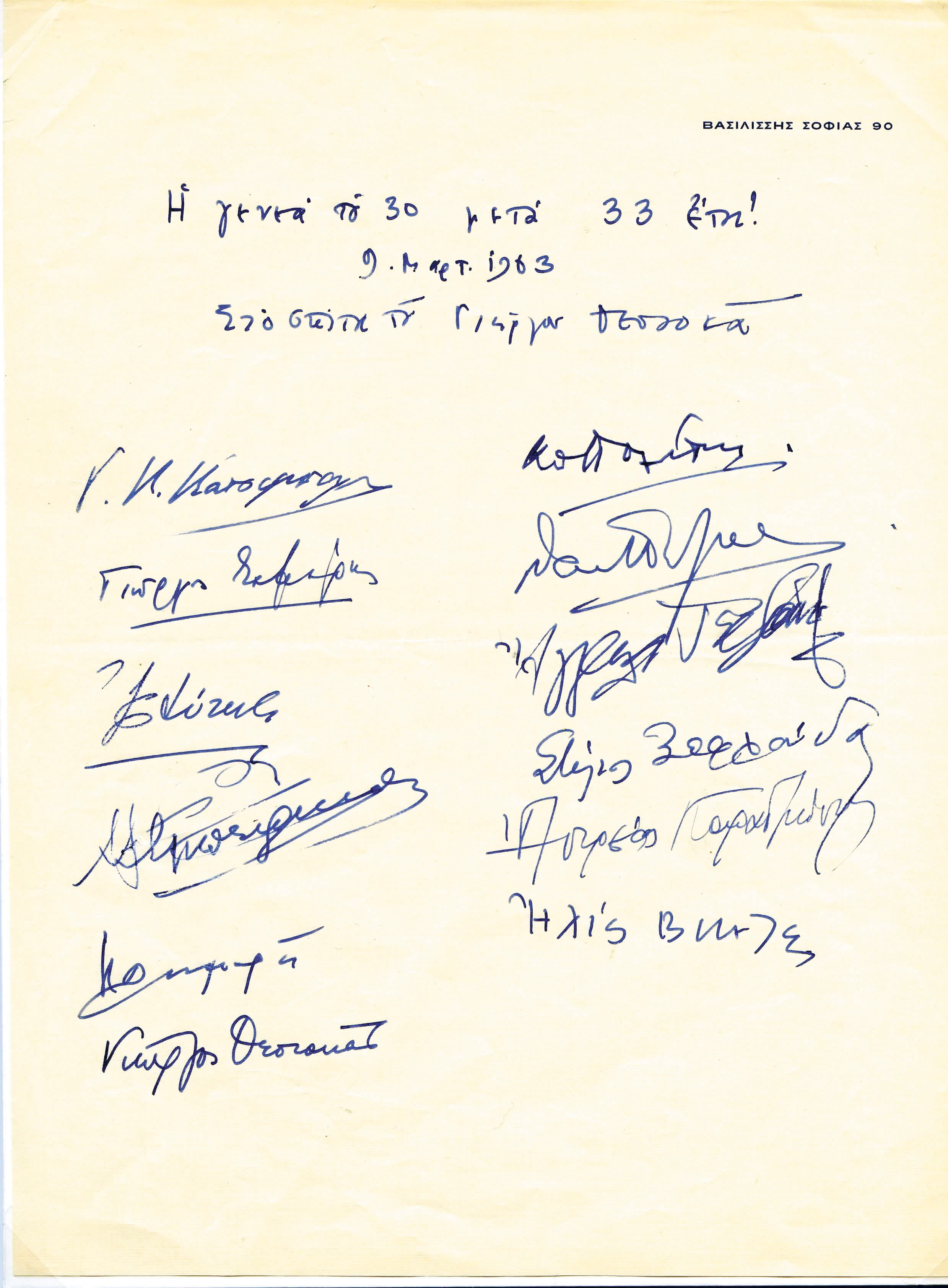
Les signatures de plusieurs écrivains grecs de la génération des années 1930, dont celles des lauréats du prix Nobel de littérature Georges Séféris et Odysséas Elýtis (9 mars 1963).

La génération des années 1930 (en grec moderne : Γενιά του 1930 ou Γενιά του '30) est un groupe d'écrivains, de poètes, d'artistes, d'intellectuels, de critiques et d'universitaires grecs qui ont fait leurs débuts dans les années 1930 et ont introduit le modernisme dans l'art et la littérature grecs. La génération des années 1930 est également citée comme un mouvement social. Les précédentes époques grecques médiévale et post-byzantine, qui glorifiaient la religion, Jésus et la certitude de la pensée des Lumières, ont été rejetées par le modernisme. Des éléments de surréalisme et d'utopisme ont été introduits dans les efforts pour renouveler la littérature contemporaine. Parmi les membres de la génération des années 1930, il convient de citer Georges Séféris, un poète grec du XXe siècle qui a amorcé le tournant de la modernité dans sa poésie. 
Après les guerres balkaniques et la désastreuse guerre gréco-turque, la littérature ne peut plus se targuer des aspirations nationalistes de la génération précédente. Il faut donc établir un nouveau dogme, ou une identité grecque (Ελληνικότητα), qui esthétiserait les opinions, les attitudes et les symboles hellénocentriques et favoriserait une nouvelle identité nationale. La génération des années 1930 a promulgué ce principe en publiant des œuvres d'art et des ouvrages littéraires variés, autonomes par rapport aux autres modèles étrangers, et a institutionnalisé la littérature moderne afin d'ouvrir de nouvelles perspectives et d'explorer de nouvelles façons de comprendre l'identité grecque.

## Littérature des années 1920
Le modernisme arrive tardivement en Grèce. Alors que le mouvement moderniste commence à transformer rapidement la société occidentale à la fin du XIXe siècle et au début du XXe siècle, ce n'est que dans les années 1930 que la Grèce est témoin de l'introduction d'un nouvel ensemble de pratiques et d'innovations formelles. En raison des nombreux événements historiques négatifs qui se produisent, tels que la guerre gréco-turque et l'afflux de réfugiés qui suit, les taux de chômage élevés et l'instabilité intérieure, la littérature manque d'optimisme et d'une vision positive du monde. Kóstas Karyotákis, poète grec des années 1920, est souvent cité comme l'un des premiers poètes à utiliser des thèmes iconoclastes. Ses poèmes parlent de la nature, sont empreints d'images et présentent des traces d'expressionnisme et de surréalisme. Au début, sa vision cosmopolite est rejetée ; cependant, c'est son point de vue qui façonne finalement  la poésie grecque moderne et créé un chemin que la génération des années 1930 suit. En 1929, Yórgos Theotokás publie un essai majeur intitulé Esprit libre (Ελεύθερο Πνέυμα), qui devient le manifeste de la florissante génération des années 1930, illustrant le désir de moderniser la littérature grecque. Il affirme que la manifestation du modernisme dans la poésie ne suffit pas ; une nouvelle littérature nécessite « des débats d'idées, ainsi qu'un théâtre authentique et un roman authentique. »

## Membres notables
Les membres les plus importants du mouvement génération des années 1930 sont les écrivains suivants :
- Georges Séféris : poète et diplomate grec,
- Odysséas Elýtis : poète et critique d'art grec,
- Andréas Embiríkos : poète grec considéré comme le principal représentant du surréalisme dans la littérature grecque,
- Níkos Engonópoulos : artiste grec considéré comme le principal représentant du surréalisme dans l'art grec,
- Yánnis Rítsos : poète grec et militant de gauche pendant la Seconde Guerre mondiale,
- Nikifóros Vrettákos (el) : poète grec,
- Dimítrios Antoniou (el) : poète grec,
- M. Karagátsis, écrivain grec.